# Bloomfield (Indiana)
Bloomfield és una població dels Estats Units a l'estat d'Indiana. Segons el cens del 2000 tenia 2.542 habitants.

## Demografia
Segons el cens del 2000, Bloomfield tenia 2.542 habitants, 1.180 habitatges, i 665 famílies. La densitat de població era de 711,2 habitants per km².
Dels 1.180 habitatges en un 23,6% hi vivien nens de menys de 18 anys, en un 43,6% hi vivien parelles casades, en un 10,3% dones solteres, i en un 43,6% no eren unitats familiars. En el 40,5% dels habitatges hi vivien persones soles el 18,9% de les quals corresponia a persones de 65 anys o més que vivien soles. El nombre mitjà de persones vivint en cada habitatge era de 2,06 i el nombre mitjà de persones que vivien en cada família era de 2,76.
Per edats la població es repartia de la següent manera: un 20,8% tenia menys de 18 anys, un 8,5% entre 18 i 24, un 26,2% entre 25 i 44, un 22,7% de 45 a 60 i un 21,7% 65 anys o més.
L'edat mediana era de 41 anys. Per cada 100 dones de 18 o més anys hi havia 87,2 homes.
La renda mediana per habitatge era de 30.224 $ i la renda mediana per família de 42.656 $. Els homes tenien una renda mediana de 31.864 $ mentre que les dones 23.879 $. La renda per capita de la població era de 18.045 $. Entorn del 12% de les famílies i el 16,6% de la població estaven per davall del llindar de pobresa.

## Poblacions més properes
El següent diagrama mostra les poblacions més properes.